# Hordeum
Hordeum es un género de plantas herbáceas perteneciente a la familia de las poáceas. Es originario de Norteamérica y del norte de Asia.

## Descripción
Es un género de plantas perteneciente a la familia Gramíneas o Poáceas,  pueden ser anuales o perennes, menores de 1,6 m de altura.
Morfológicamente se puede distinguir una vaina con dos apéndices auriculiformes en la zona ligular, lígula corta y láminas planas, excepcionalmente setáceas.
Poseen una flor hermafrodita con 3 estambres, fruto cariopse oblongo, deprimido con surco ventral y ápice pubescente, adherido a las glumelas o separándose de ellas por efecto de la trilla.
La inflorescencia es en espigas, las cuales pueden ser dísticas o comprimidas, con un raquis frágil o tenaz. Espiguillas unifloras dispuestas de a 3 en cada soporte del raquis, con el dorso de la lemma hacia afuera; la espiguilla central es siempre hermafrodita, las laterales pueden ser hermafroditas o estériles; raquilla articulada arriba de las glumas y prolongaciones en apéndice filiforme, piloso o glabro.
Glumas 2, lanceoladas o lineares.
Lemma lanceolada, 5-nervada, aristada, trifurcada o mútica.
Existen aproximadamente unas 25 a 30 especies en las regiones templadas de todo el mundo, 4 de las cuales son domésticas:
Hordeum vulgare; Hordeum distichum; Hordeum intermedium; Hordeum deficens. En general prefieren un suelo fértil bien drenado a pleno sol.

## Taxonomía
El género fue descrito por Carlos Linneo y publicado en Species Plantarum 1: 84–85. 1753. 1753. La especie tipo es: Hordeum vulgare L.
Etimología
Hordeum: nombre antiguo latino para la cebada.
Citología;
El número de cromosomas es de:  x = 7. 2n = 14, 28, y 42